# エレン・ドレクセル
エレン・ドレクセル(ドイツ語：Ellen Drexel、1919年8月20日-2002年4月17日)はドイツのバレエダンサー。ヴォルフガング・ワーグナーと結婚し、ワーグナー家の一員となった。ヴィースバーデン生まれ、ヘッセン州のエップシュタインで没。ヴォルフガングとの離婚後、1999年まで、自身の日記やメモ帳を研究するかたわら、歴史的に価値のある記事・史料を収集し、ナチスとホロコーストの詳細とその背景について自身の知識を体系的に深める取り組みを行った。

エレン・ドレクセル(1983年)

エレン・ドレクセルの墓石（ミラノ近郊チェッロ・マッジョーレ墓地）

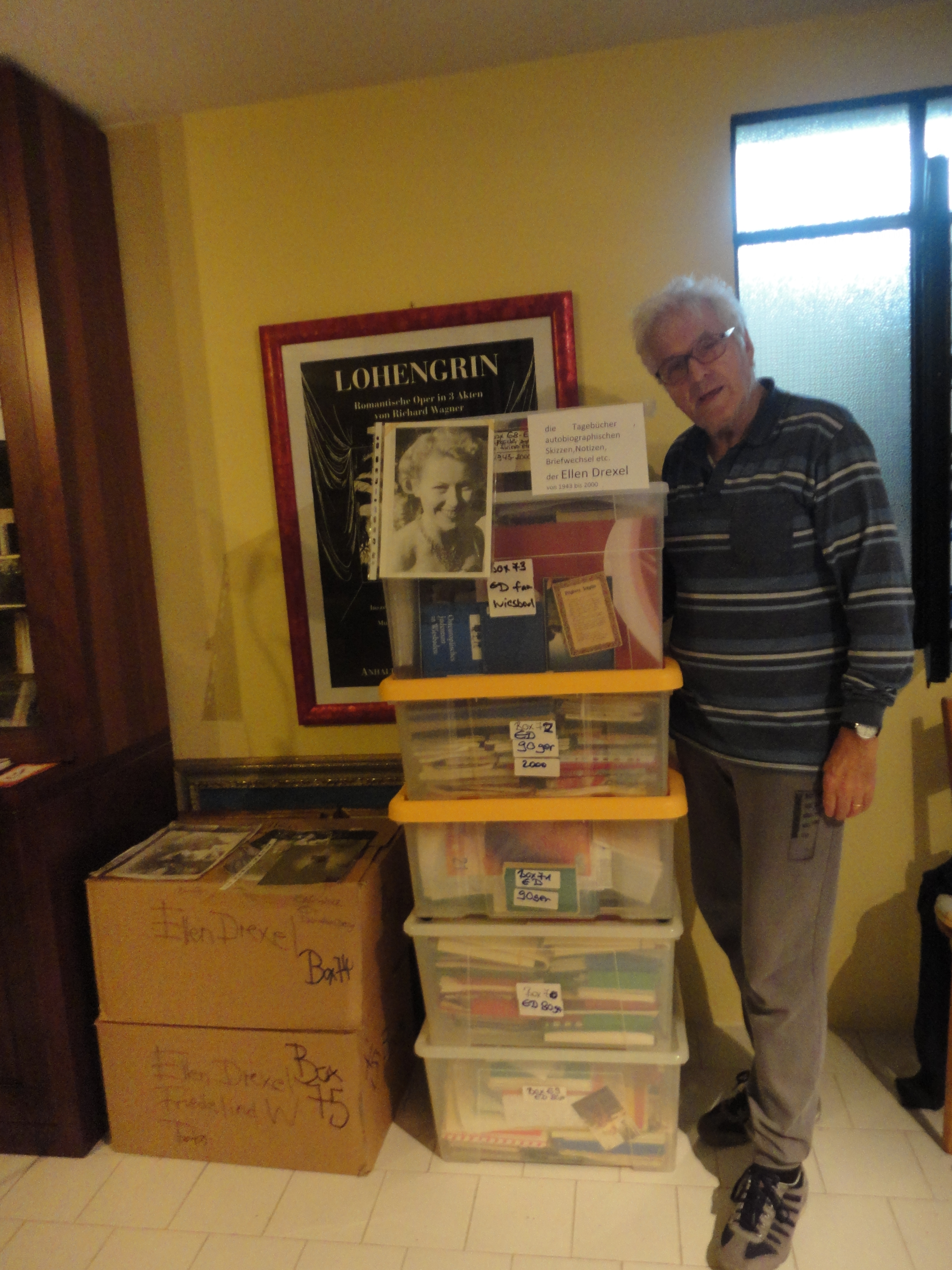
息子のゴットフリート・ワーグナー（エレン・ドレクセルの残した文書類の一部とともに。2017年6月）

## 家族
父親はワイン豪商のアドルフ・ハインリヒ・ドレクセル(1887-1940)。アヴァンギャルド画家ハンス・クリストフ・ドレクセルの兄に当たる。母親はトーラ・アウグスト・フランツィスカ・ドレクセル（旧姓ニッセン、1891-1953）。ヴィースバーデンの教師で、音楽・文学・演劇に関心が深く、その父親はハンブルクの裕福な商人、ニッセン家の出身である。

## 生涯
母の蔵書に影響されて子供の頃から文学への関心を深めた。ダンサー、パントマイム女優としてのキャリアは、1923年、4歳のとき、ヴィースバーデン州立劇場の「蝶々夫人」に出演したことから始まる。バレエとパントマイムの経験を積む中で、やがてダルムシュタット、ブレスラウ（当時ドイツ領。現在のポーランドのヴロツワフ）から声がかかり、1941年からはベルリンのウンター・デン・リンデン州立歌劇場にも出演するようになった。
ローマへの客演の際にバイロイト音楽祭総監督ヴィニフレート・ワーグナーの息子、ヴォルフガング・ワーグナーと出会った。当時、ヴォルフガングは、プロイセンの州立劇場全て（ヘルマン・ゲーリングの監督下にあった）を統括する総監督だったハインツ・ティーティエンの助手を務めていた。ドレクセルはヴォルフガングとともにベルリンのムックシュトラーセ(Muckstraße)の住居に引っ越し、ダンサーのキャリアには終止符を打った。
結婚式は1943年4月11日、バイロイトのヴァーンフリート荘で挙行され、ワーグナー姓となった。アドルフ・ヒトラーからバラを贈られた。
戦時中、ベルリンの住居は爆撃を受けたが、エレンは逃げ延びた。1945年4月、身重のエレンはバイロイトのヴァーンフリート荘で暮らしていたが、ここも爆撃で破壊されたため、バイロイト近郊のオーバーヴァルメンシュタイナッハにあったヴィニフレート・ワーグナーの別荘に避難して娘のエファを出産した。
エレンはアメリカの爆撃で失われたヴァーンフリート荘の生き証人で、ヴィニフレートの非ナチ化裁判を経験した。このとき、ヴィニフレートは1947年、当初はグループIIの「重い責任」に分類されたが、裁判の過程で1948年末にグループIIIの「軽い責任」に格下げされている。
1947年、息子のゴットフリート・ヘルフェリッヒを出産した。この当時は、旧ヴァーンフリート荘の敷地に建てられた庭師の家屋に住んでいたが、1955年、Festspielhügel 3の邸宅へ引っ越した。
第二次世界大戦後、夫のヴォルフガングは戦争で破綻をきたした家業としてのバイロイト音楽祭の復興のため、ドイツの経済・政治・文化・メディアの各界からの財政補助と各種の援助を求めて各地に出かけたが、この全てにエレンは同伴した。ただし、生活の重点は子育てに置かれていた。1945年以降、キーワード式の日記を付けている。息子のゴットフリートがナチスによるクルト・ヴァイルの迫害の歴史の研究へ進んだときには、自身の貴重なノート類などを提供して後押しした。
1976年7月、ヴォルフガングと離婚。ここから、自身の人生を書き留めて記録する作業をスタートし、自身の全ての日記を批判的に分析して自己批判的な注釈を付ける作業を始めた。1977年、ナチス時代に画家の仕事を禁じられた叔父のハンス・クリストフ・ドレクセルと接触し、ナチス時代の「退廃芸術」への興味を募らせた。
脳卒中と癌の発見を経て、1999年から2002年4月17日の死まで、エップシュタインの老人ホームで暮らした。死後、ヴィースバーデンの南部墓地で祝別を受けた。その遺灰は自身の希望に沿って2002年5月27日、ミラノ近郊の「チェッロ・マッジョーレ」墓地に埋葬された。
自身の日記とメモ帳、並びに、ワーグナー家の重要書類は全て、スイスのチューリッヒ中央図書館のゴットフリート・ワーグナー・アルヒーフに保管されている。今後、この解析作業が予定されていて、終了後、出版される予定となっている。